# Austrogomphus australis
Austrogomphus australis là loài chuồn chuồn trong họ Gomphidae. Loài này được Dale in Selys mô tả khoa học đầu tiên năm 1854.